# Lophoruza tamsi
Lophoruza tamsi là một loài bướm đêm trong họ Noctuidae.